# Thomas Charlton (Bischof)
Thomas Charlton, auch Thomas Cherleton, (* um 1292; † 11. Januar 1344) war ein Bischof der englischen Diözese Hereford, Hofbeamter und Lordkanzler von Irland. 

## Herkunft
Thomas Charlton war ein jüngerer Sohn von Robert Charlton, einem Angehörigen der niederen Gentry aus Charlton bei Wellington in Shropshire. Zu seinen Brüdern gehörten John Charlton, der zum Baron Cherleton aufstieg, und Sir Alan Charlton of Apley. Sowohl Thomas wie auch John hatten unter König Eduard II. hohe Ämter inne, wodurch die Familie zu einer bedeutenden Adelsfamilie aufstieg.

## Studium und Karriere als Höfling und Geistlicher
Thomas Charlton wird erstmals im September 1307 erwähnt, als er als königlicher Kaplan eine Kanonikerstelle in Bridgnorth erhält. Diese Pfründe hatte er vermutlich seinem Bruder John zu verdanken, der um die diese Zeit bereits Karriere am Königshof gemacht hatte. 1309 erhielt er eine weitere Pfründe in Shrewsbury, anschließend studierte er in Oxford. Sein Studium schloss er 1311 als Master ab, dazu wurde er 1317 Doktor der Theologie. Vermutlich durch den Einfluss seines Bruders, der King’s Chamberlain war, stieg er ab 1316 rasch bei Hofe auf. Am 6. Februar 1316 diente Thomas Charlton bei der Anhörung von Petitionen aus der Gascogne, und bereits am 7. Juli 1316 wurde er Keeper of the Privy Seal, dazu wurde er Aufseher der königlichen Garderobe. Dieses Amt übte er bis zum 7. Juli 1318 aus, das des Lordsiegelbewahrers bis Januar 1320.
Während der politisch unruhigen Herrschaft von Eduard II. erwies sich Charlton als fähiger Verwalter, ohne eigene politische Bedeutung zu erlangen. Zugleich machte er als Geistlicher Karriere. Der König belohnte ihn im August 1316 mit einer Kanonikerstelle in York und im April 1317 mit einer Stelle in Hereford. Trotz der Unterstützung des Königs scheiterte jedoch im Oktober 1316 seine Kandidatur als Bischof von Durham, stattdessen wurde Louis de Beaumont, der Kandidat der Königin neuer Bischof. Wenig später, im Frühjahr 1317, scheiterte auch seine Kandidatur als Bischof von Hereford. Obwohl der König mehrere Briefe an Papst Johannes XXII. gesandt hatte, in dem er Charlton wegen seiner familiären Verbindungen als Kandidaten für das in den Welsh Marches gelegene Bistum Hereford empfahl, wurde an seiner Stelle Adam Orleton vom Papst zum neuen Bischof ernannt.

## Bedeutungsverlust unter den Despensers und erneuter Aufstieg unter Roger Mortimer
1318 verlor Charltons Bruder John sein Amt als King’s Chamberlain 1318 an den neuen königlichen Günstling Hugh le Despenser. Der schwindende Einfluss seines Bruders führte dazu, dass Charlton 1318 sein Amt als Aufseher der königlichen Garderobe und 1320 sein Amt als Lordsiegelbewahrer verlor. Charltons Nachfolger als Lordsiegelbewahrer wurde Robert Baldock, ein enger Vertrauter der Despensers. Zwar verlor Charlton nicht das Vertrauen des Königs, doch erhielt er während dessen Regierung kein neues Großamt mehr, sondern konnte nur weitere Pfründen wie das Archidiakonat von Northumberland erwerben. Erst als sein früherer Rivale Adam Orleton neuer Bischof von Worcester wurde, wurde Charlton am 25. September 1327 von Papst Johannes XXII. zum neuen Bischof von Hereford ernannt. Dazu trug sicher bei, dass Charlton sich in dem Jahr lange am Papsthof in Avignon aufgehalten hatte, vielleicht wollte ihn der Papst auch für die gescheiterte Kandidatur von 1317 entschädigen. Am 18. Oktober 1327 wurde Charlton von Kardinal Pierre des Prés zum Bischof geweiht, anschließend kehrte er nach England zurück, wo er am 21. Dezember die Temporalien erhielt. Auch die neuen Machthaber in England, Königin Isabelle und ihr Günstling Roger Mortimer begrüßten sicher Charltons Ernennung zum Bischof, denn sein Bruder John Charlton war ein wichtiger Unterstützer der Königin während des Sturzes von Eduard II. gewesen, dazu hatte sein gleichnamiger Neffe John Charlton eine Tochter von Mortimer geheiratet. Am 2. Juli 1328 wurde Charlton neuer Treasurer of the exchequer, was er bis zum 16. September 1329 blieb. 

## Wirken als Bischof von Hereford
Charlton erwies sich als gewissenhafter Bischof, der mit Ausnahme der Zeit, in der er wichtige Staatsämter übernahm, meistens in seinem Bistum und nicht am Königshof lebte. In den 1330er Jahren unternahm er zahlreiche Rundreisen durch seine Diözese, die er so zu großen Teilen persönlich kennen lernte. Er erließ zahlreiche Anordnungen und konnte während seiner Amtszeit zahlreiche neue Geistliche für sein Bistum gewinnen. Er förderte die Ausbildung seiner Geistlichen, beispielsweise indem er zahlreiche Geistliche für ihr Studium von ihren Ämtern beurlaubte. Dabei war er allerdings wieder eher ein fähiger Verwalter als ein überzeugender Geistlicher. Es gibt keine Belege, dass er die Einhaltung der geistlichen Regeln überwachte und Visitationen von Klöstern und Prioraten unternahm. Auch sein Verhältnis zum Kathedralkapitel ist ungeklärt. Als Bischof einer in den Welsh Marches gelegene Diözese hatte Charlton auch die Aufgabe, für Frieden und Ordnung zu sorgen, so wies ihn beispielsweise 1335 der König an, alles in seiner Macht stehende zu tun, um die walisische Bevölkerung zu befrieden. Bei dieser Aufgabe wurde er durch seinen Bruder unterstützt, der Lord der wichtigen Herrschaft Powys war. 

## Kanzler von Irland
Möglicherweise aufgrund dieser positiven Erfahrungen ernannte der König Charlton am 28. Juli 1337 zum Lordkanzler von Irland, während sein Bruder John zum Justiciar und damit zum Stellvertreter des Königs in Irland ernannt wurde. Während seiner Abwesenheit ernannte Charlton fünf Generalvikare zu seinen Vertretern in Hereford, anschließend reiste er nach Irland. Dort zerstritten sich die beiden Brüder bald, unter anderem über die Verwendung der zur Verfügung stehender Gelder. John verließ bereits im Juni 1338 wieder Irland, so dass Thomas alleine die Leitung der Verwaltung über die Insel übernahm. Er und sein Bruder sollten ursprünglich ausdrücklich die Verwaltung Irlands reformieren, die Tätigkeit der Beamten in Dublin überwachen und die Einkünfte aus Steuern und Abgaben erhöhen. Dazu musste er die englische Herrschaft gegenüber den irischen und anglo-irischen Adligen stabilisieren. Obwohl Charlton seine Aufgaben energisch anging, gelang es ihm angesichts der Schwierigkeiten in Irland und der mangelnden Unterstützung des Königs, der durch den Krieg mit Frankreich gebunden war, nicht, die Probleme zu lösen. Obwohl er erst nach fast drei Jahren am 7. April 1340 Irland verließ, hatte er als Kanzler relativ wenig erreicht. Dennoch gilt er als einer der fähigeren englischen Gouverneure, die in der ersten Hälfte des 14. Jahrhunderts die Insel verwalteten. 
Nach seiner Rückkehr lebte er bis zu seinem Tod wieder in seiner Diözese. Er wurde im nördlichen Querschiff der Kathedrale von Hereford begraben, wo ein Grabdenkmal an ihn erinnert.